# Giuseppe Tudini
Giuseppe Tudini (Aringo, 1885 – 1961) è stato un imprenditore italiano.

## Biografia
Nato nel 1885 nella frazione di Aringo del comune di Montereale (in provincia dell'Aquila, in Abruzzo), si trasferì da giovane a Roma e cominciò presto a lavorare nel campo delle costruzioni. Nel 1924 fondò insieme ad Achille Talenti la Società Tudini e Talenti, un'impresa edile destinata ad espandersi rapidamente e a realizzare grandi opere pubbliche di rilevanza nazionale e un intero quartiere di Roma.
Nel corso della sua attività imprenditoriale costruì importanti opere pubbliche in ogni campo, tra le quali il ponte di Mezzocammino, nonché palazzi, centri rurali, centrali termiche, serbatoi per irrigazioni e il ponte sul fiume Devoli, in Albania, realizzato al seguito delle truppe italiane che combattevano la campagna di Grecia nel fronte greco-albanese. I lavori più importanti furono la costruzione dell'ippodromo delle Capannelle, di gran parte della città di Sabaudia e di numerosi fabbricati rurali nell'Agro Pontino. In seguito impiantò uno stabilimento sussidiario per la produzione di emulsione bituminosa, dotato di reparti di falegnameria e carpenteria.
Una componente essenziale dell'attività dell'"Impresa Tudini & Talenti" derivava dall'appalto ottenuto dal Comune per servizi per la nettezza urbana. Alla fine degli anni cinquanta ebbe l'autorizzazione da parte del comune di Roma di poter costruire sui propri terreni delle abitazioni nonché scuole, parchi ed altre strutture di pubblica utilità: in questo modo nacque il quartiere Talenti.
Giuseppe Tudini fu anche un grande sportivo, appassionato d'ippica. Accanto al suo stabilimento, infatti, edificò una grande scuderia che accoglieva 80 cavalli di razza pura, che più di una volta vinsero importanti concorsi. A lui e ai suoi figli Piero ed Ugo è intitolato il Premio Tudini, che si tiene ogni anno nell'ippodromo di Capannelle.